# Новый Беной
Новый Беной (чечен. Керла Бена) — село в Гудермесском районе Чеченской Республики. Административный центр Ново-Бенойского сельского поселения

## География
Село расположено вдоль федеральной автотрассы «Кавказ», у юго-восточной окраины города Гудермес, в 38 км к востоку от города Грозный.
Ближайшие населённые пункты: на севере и западе — город Гудермес, на северо-востоке — село Шуани, на востоке — село Мелчхи и на юге — село Иласхан-Юрт.

## Название
Название связано с именем одного из чеченских обществ (тайпов) — беной.

## История
Законом Чеченской Республики от 5 мая 2015 года № 16-РЗ, было преобразовано Гудермесское городское поселение, с образованием на его территории нового муниципального образования — Ново-Бенойское сельское поселение, с административным центром в селе Новый Беной.

## Население
| 2017 | 2018  | 2019  | 2020  | 2021  | 2023  | 2024  |
| ---- | ----- | ----- | ----- | ----- | ----- | ----- |
| 1781 | ↘1771 | ↘1735 | ↘1713 | ↗3255 | ↗3273 | ↗3295 |

## Инфраструктура
В селе построена мечеть имени Саид-Ахмада Манцигова, с вместимостью в 3000 человек.

## Галерея

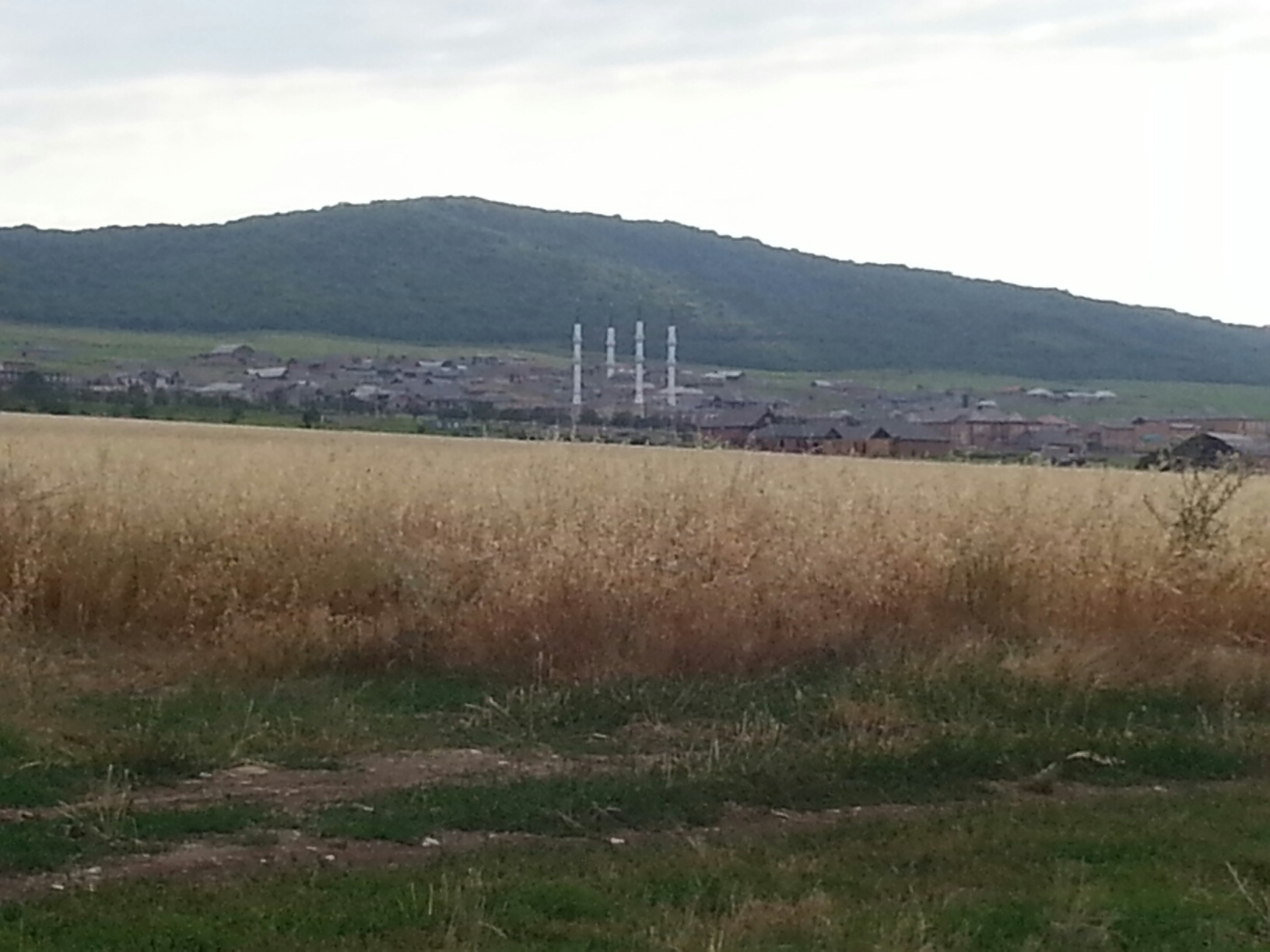
Новый Беной
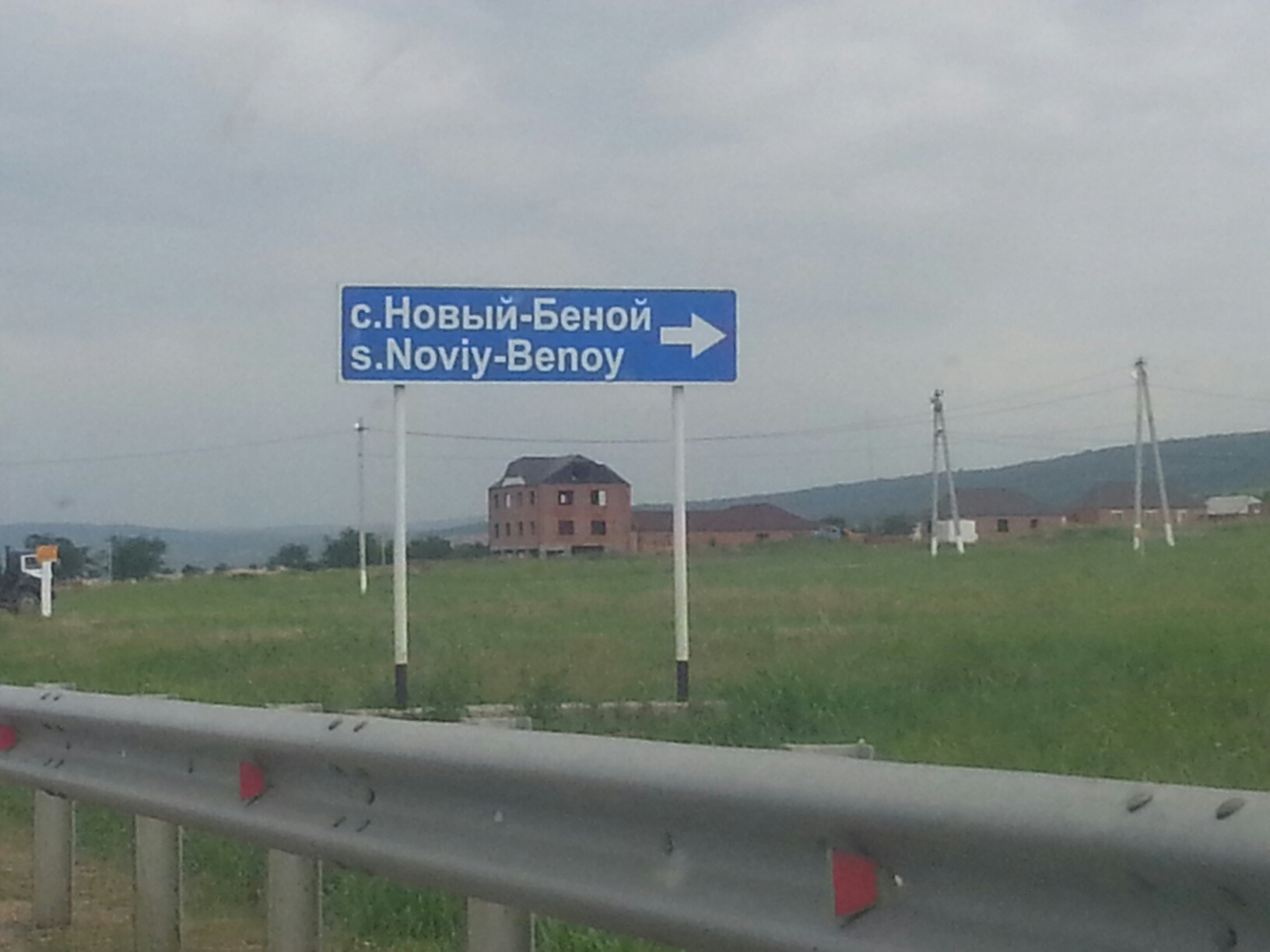
Новый Беной указатель
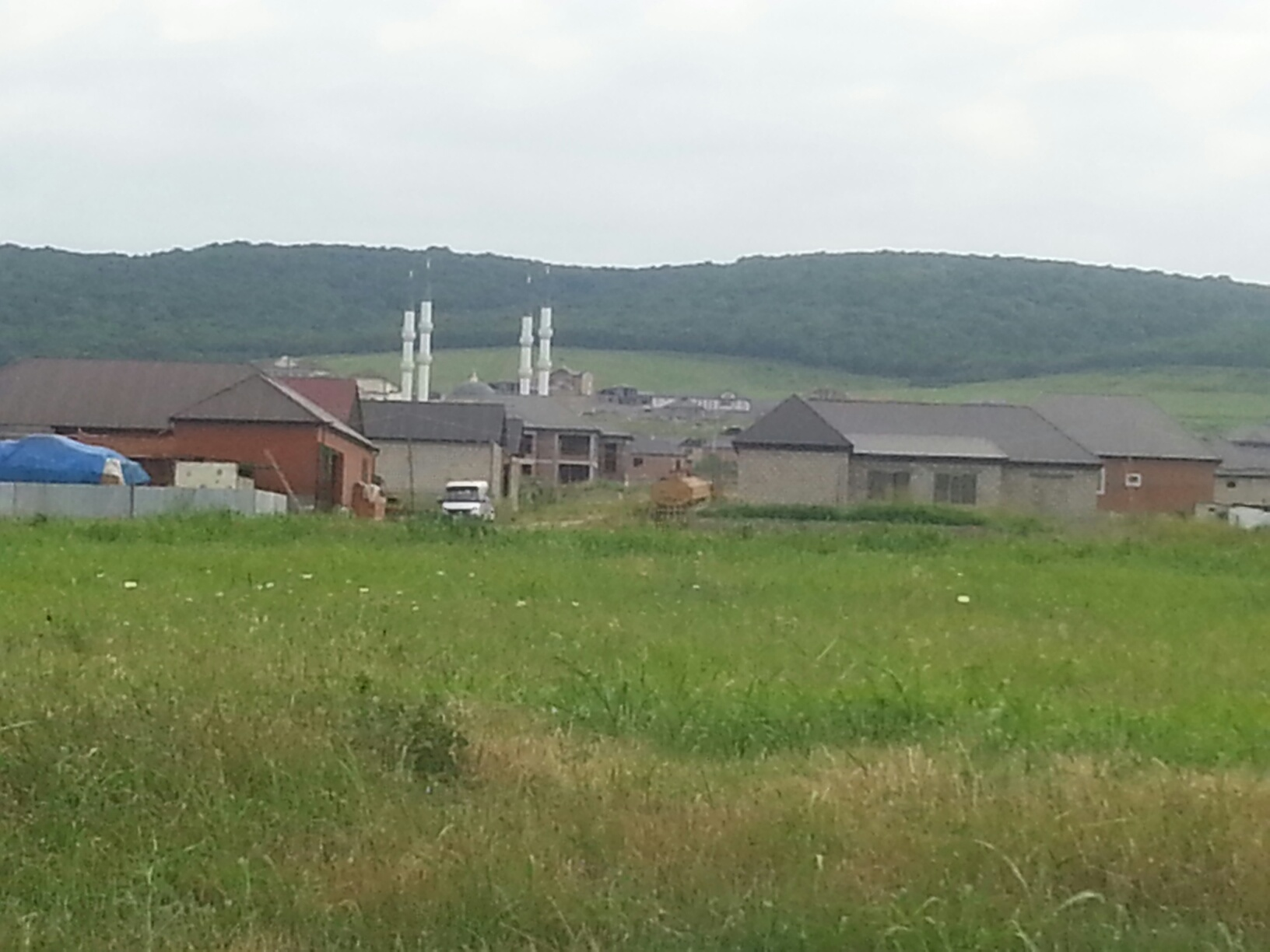
Новый Беной